# Kilbourne (Luisiana)
Kilbourne es una villa ubicada en la parroquia de West Carroll en el estado estadounidense de Luisiana. En el Censo de 2010 tenía una población de 416 habitantes y una densidad poblacional de 115,64 personas por km².

## Geografía
Kilbourne se encuentra ubicada en las coordenadas 32°59′50″N 91°18′50″O / 32.99722, -91.31389. Según la Oficina del Censo de los Estados Unidos, Kilbourne tiene una superficie total de 3.6 km², de la cual 3.6 km² corresponden a tierra firme y (0%) 0 km² es agua.

## Demografía
Según el censo de 2010, había 416 personas residiendo en Kilbourne. La densidad de población era de 115,64 hab./km². De los 416 habitantes, Kilbourne estaba compuesto por el 93.03% blancos, el 2.64% eran afroamericanos, el 1.68% eran amerindios, el 0.24% eran asiáticos, el 0% eran isleños del Pacífico, el 1.44% eran de otras razas y el 0.96% pertenecían a dos o más razas. Del total de la población el 1.44% eran hispanos o latinos de cualquier raza.